# Церква Введення Пресвятої Богородиці (Локіть)
Церква Введення Пресвятої Богородиці — культова споруда, пам'ятка архітектури національного значення в селі Локіть, Іршавський район, Закарпатська область. Споруда в реєстрі пам'яток значиться під номером 180. Є древньою пам'яткою дерев'яної архітектури.

## Історія
Вперше про церкву в селі Локіть згадується в 1690 році. Станом на 1710 рік територія села була спустошена внаслідок війн, в яких брав участь князь Ракоці. Церква, яка розташовувалась на території села була знищена. У 1733 році розпочали побудову нової церкви і в 1734 році її спорудження було завершено. Дату побудови з'ясували завдяки надпису, який міститься на дошці.
Є згадки про стан церкви в 1798 році. Будівля була невеликого розміру і в середині церкви була недостатня кількість освітлення.
На брусах церкви є зарубки та кутові з'єднання, і деякі спеціалісти вважають, що споруда була перенесена до села Локіть з іншого села. Краєзнавець В. Керечанин вважав, що церкву спорудили в 1784 році на Заріччі, а на території нинішнього села вона опинилась у 1800 році.
У 1937 році в приміщенні церкви проводились ремонтні роботи. Є ймовірність, що в той час первинне покриття з дерева було замінено етернітом. Культова споруда від 24 серпня 1963 року знаходилась під охороною внаслідок внесення її до переліку пам'яток архітектури УРСР. Церква збереглась до наших часів і в багатьох моментах містить елементи первинної побудови. У храмі зберігаються древні молитовні книги, древні ікони та фрески. Правила для відвідувачів храму записані зліва при вході в будівлю на спеціальній табличці. Храм є діючим.

## Архітектура
Тризрубна церква розташовується на головній вулиці села. При її побудові були використані дубові бруси. Над бабинцем побудована башта середнього розміру. Зруби нави та бабинця мають однакову ширину, і вони ширші за східний зруб з п'ятьма гранями. Вікна невеликого розміру.. Церква має високий двосхилий дах, загальний для нефу та бабінця. Піддашшя оточує усі зруби. Під дахом розміщуються коробчасті зведення нефу та східного об'єму. Бабинець має перекриття плоскої форми. Над ним побудована вежа, яка має високий конусний шпиль. Вівтарний зруб церкви є п'ятигранним. Церква створювалась при поєднанні готичного та лемківського стилю. В процесі будівництва церкви цвяхи не використовувались. На території храму розташована дерев'яна дзвіниця.

## Див також
- Церква святого Михаїла (Крайниково);
- Свято-Параскевський храм (Олександрівка);
- Миколаївська церква (Данилово);
- Церква Різдва Пресвятої Богородиці (Стеблівка)
- Костел святої Єлизавети (Хуст).